# Canda clypeata
Canda clypeata är en mossdjursart som först beskrevs av William Aitcheson Haswell 1881.  Canda clypeata ingår i släktet Canda och familjen Candidae. Inga underarter finns listade i Catalogue of Life.